# Włodzimierz Tomaszewski

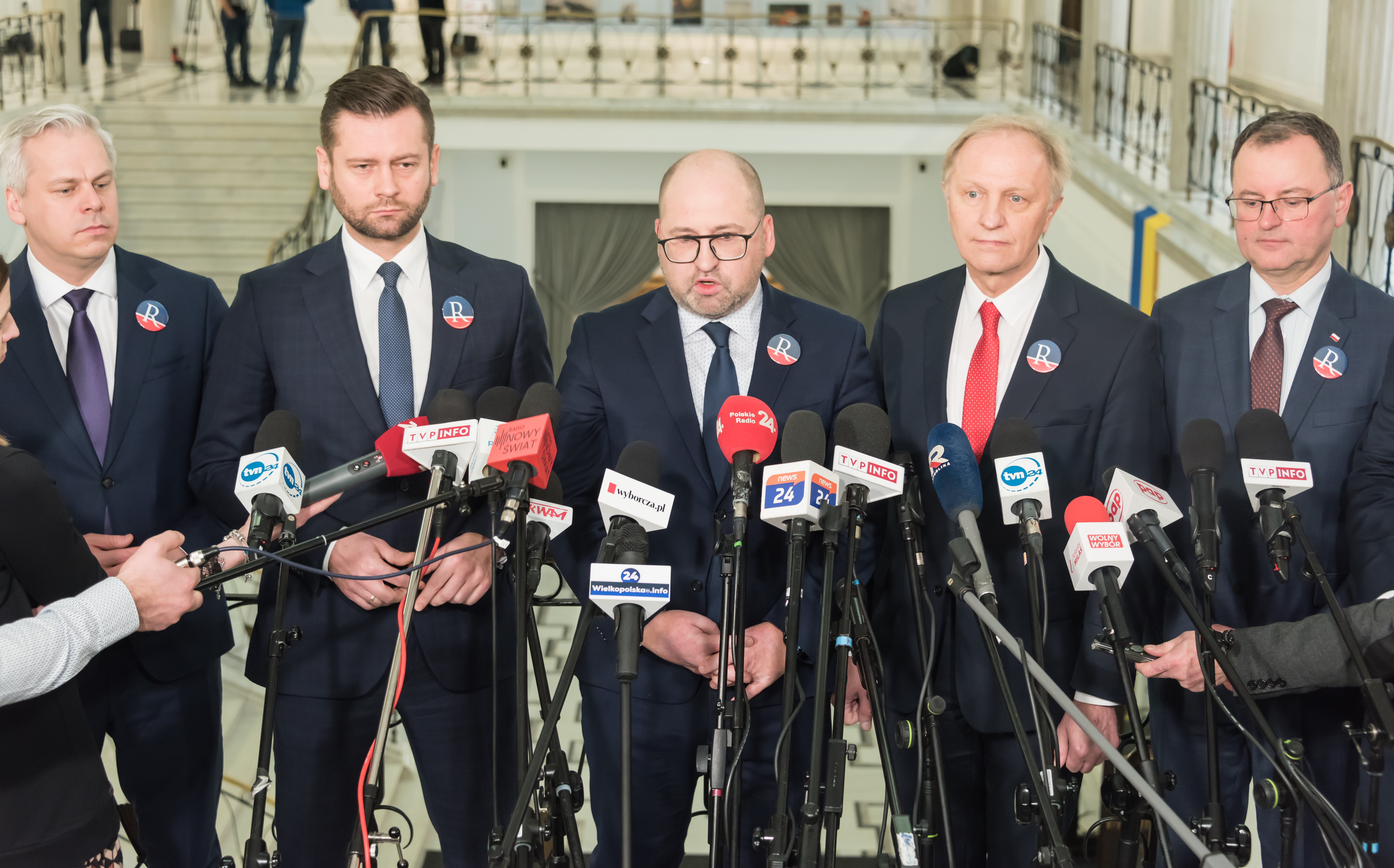
Politycy Partii Republikańskiej podczas konferencji prasowej w Sejmie. Stoją od lewej: Karol Rabenda, Kamil Bortniczuk, Adam Bielan, Włodzimierz Tomaszewski i Arkadiusz Czartoryski (2023)

Włodzimierz Tomaszewski (ur. 16 listopada 1956 w Łodzi) – polski polityk i samorządowiec, wiceminister rozwoju regionalnego i budownictwa (2000–2001), wiceprezydent Łodzi (2002–2010), poseł na Sejm IX i X kadencji, w latach 2022–2023 minister-członek Rady Ministrów w drugim rządzie Mateusza Morawieckiego.

## Życiorys
Syn Tadeusza i Ireny. Ukończył pedagogikę na Uniwersytecie Łódzkim. Pracował m.in. jako instruktor w zakładowym domu kultury przy ZPB nr 8 im. Szymona Harnama w Łodzi (1975–1980). W 1980 wstąpił do NSZZ „Solidarność”, został kierownikiem działu organizacyjnego w Regionie Ziemia Łódzka związku. W latach 1989–1990 był przewodniczącym komisji zakładowej „Solidarności”. Od 1990 związany z Łódzkim Porozumieniem Obywatelskim. Po wyborach samorządowych w tym samym roku na wniosek Grzegorza Palki objął obowiązki sekretarza Łodzi, sprawował także funkcję sekretarza Unii Metropolii Polskich. Był doradcą premiera Jerzego Buzka do spraw samorządu terytorialnego i współtwórcą reformy samorządowej z 1999. Od 1999 związany z Komisją Wspólną Rządu i Samorządu Terytorialnego, początkowo jako jej sekretarz. W okresie rządu Jerzego Buzka zajmował też stanowisko wiceministra rozwoju regionalnego i budownictwa (2000–2001). Był również sekretarzem powiatu łódzkiego wschodniego.
Działał w Zjednoczeniu Chrześcijańsko-Narodowym. Przystąpił do Chrześcijańskiego Ruchu Samorządowego, zasiadł w radzie naczelnej tego stowarzyszenia. W wyborach samorządowych w 1998, 2002 i w 2006 uzyskiwał mandat radnego Łodzi. W latach 2002–2010 pełnił funkcję wiceprezydenta miasta (w okresie prezydentury Jerzego Kropiwnickiego).
W wyborach samorządowych w 2010 był kandydatem na prezydenta Łodzi z ramienia Łódzkiego Porozumienia Obywatelskiego (którego w marcu tego samego roku został prezesem). W pierwszej turze wyborów z 21 listopada 2010 zdobył 35 766 (17,49%) głosów, zajmując trzecie miejsce wśród 11 kandydatów. Od lutego 2011 do sierpnia 2012 sprawował funkcję prezesa Zakładu Wodociągów i Kanalizacji w Łodzi. W 2014 z ramienia PiS powrócił do rady miasta, utrzymując mandat również w 2018. W 2017 przystąpił do partii Porozumienie, zostając jej wiceprezesem w okręgu łódzkim. W wyborach parlamentarnych w 2019 wystartował do Sejmu z listy Prawa i Sprawiedliwości, uzyskał mandat posła na Sejm IX kadencji, otrzymując 6884 głosy. Zasiadał w Komisji Infrastruktury oraz Komisji Finansów Publicznych.
W lutym 2021 grupa uznająca Adama Bielana za p.o. prezesa Porozumienia ogłosiła go rzecznikiem prasowym tej partii, czego nie uznała rzecznik partii Magdalena Sroka. W tym samym miesiącu prezydium zarządu Porozumienia (uznające za prezesa partii Jarosława Gowina) zawiesiło go w prawach członka partii, następnie decyzją sądu koleżeńskiego został wykluczony z ugrupowania. W czerwcu 2021 został jednym z liderów Partii Republikańskiej. 17 czerwca 2022 został powołany przez prezydenta Andrzeja Dudę na stanowisko ministra-członka Rady Ministrów; powierzono mu odpowiedzialność za sprawy dotyczące samorządu terytorialnego.
W wyborach w 2023 nie uzyskał poselskiej reelekcji.  27 listopada tego samego roku zakończył pełnienie funkcji ministra. W następnym miesiącu Partia Republikańska weszła w skład Prawa i Sprawiedliwości, Włodzimierz Tomaszewski został członkiem rady politycznej tego ugrupowania. W wyborach w 2024 ponownie uzyskał mandat radnego Łodzi. 26 czerwca 2024 objął mandat posła X kadencji, zastępując wybranego do Parlamentu Europejskiego Waldemara Budę. Został członkiem Komisji Samorządu Terytorialnego i Polityki Regionalnej.

## Odznaczenia
- Krzyż Oficerski Orderu Odrodzenia Polski (2009)[25]
- Złoty Krzyż Zasługi (2005)[26]
- Odznaka honorowa „Za zasługi dla budownictwa” (2007)
- Odznaka Honorowa za Zasługi dla Samorządu Terytorialnego (2015)[27]